# Лас-П'єдрас (Уругвай)
Лас-П'є́драс (ісп. Las Piedras) — місто в південній частині Уругваю, у департаменті Канелонес, адміністративний центр однойменного муніципалітету.

## Географія
Розташоване за 2,5 км на північ від кордону Канелонес з департаментом Монтевідео, на висоті 81 м над рівнем моря. На півдні межує з містом Ла-Пас, на південному сході — з Монтевідео. Є частиною агломерації Монтевідео. Через місто протікає струмок Аройо-де-Лас-П'єдрас.

## Історія
Населений пункт був заснований у 1744 під назвою Сан-Ісидро. 8 травня 1811 війська під проводом лідера боротьби за незалежність Уругваю Госе Артігаса, отримали перемогу над іспанськими силами у битві при Лас-П'єдрас. Ця битва стала важливим кроком на шляху до незалежності країни. 15 травня 1925 отримало статус міста (Ciudad).

## Населення
Згідно з переписом 2004 року, населення нараховувало 69 220 людей. Згідно даних на 2011 складає 71 258 людей, що робить Лас-П'єдрас за величиною містом країни.
| Рік  | Населення |
| ---- | --------- |
| 1908 | 8109      |
| 1963 | 40 658    |
| 1975 | 53 331    |
| 1985 | 58 283    |
| 1996 | 66 584    |
| 2004 | 69 222    |
| 2011 | 71 258    |

Джерело: Instituto Nacional de Estadística de Uruguay

## Відомі люди
- Горхе Вальтер Барріос — уругвайський футболіст
- Річард Моралес — уругвайський футболіст